# Marc Pilcher
Marc Pilcher (Chatham, dicembre 1967 – Londra, 3 ottobre 2021) è stato un truccatore e parrucchiere britannico, a lungo attivo in campo teatrale, televisivo e cinematografico.

## Biografia
Dopo gli studi Marc Pilcher entrò nel mondo dello spettacolo nel 1988 come truccatore e acconciatore in numerosi musical teatrali del West End londinese, tra cui Sunset Boulevard, Company e Aspects of Love. 
Nei primi anni 2000 Pilcher cominciò a lavorare per il piccolo e grande schermo, curando trucco e acconciature per attori di alto profilo, tra cui Judi Dench, Maggie Smith, Shirley MacLaine, Ralph Fiennes, Emily Blunt, Madonna, Michelle Williams, Ian McKellen, Stanley Tucci, Kristin Scott Thomas, Michael Gambon ed Helena Bonham Carter.
Nel 2019 ottenne una candidatura all'Oscar al miglior trucco per il suo lavoro nel film di Josie Rourke Maria regina di Scozia.
Nel 2021 vinse il Premio Emmy per le miglior acconciature per la serie di Netflix Bridgerton.
Di ritorno da Los Angeles dopo la 73ª edizione della cerimonia di premiazione dei Primetime Emmy Awards, Pilcher risultò positivo al COVID-19, che ne causò la morte a Londra all'età di cinquantatré anni.

## Filmografia parziale

### Cinema
- Houdini - L'ultimo mago (Death Defying Acts), regia di Gillian Armstrong (2007)
- La duchessa (The Duchess), regia di Saul Dibb (2008)
- The Young Victoria, regia di Jean-Marc Vallée (2009)
- Sherlock Holmes, regia di Guy Ritchie (2009)
- Scontro tra titani (Clash of the Titans), regia di Louis Leterrier (2010)
- Prince of Persia - Le sabbie del tempo (Prince of Persia), regia di Mike Newell (2010)
- W.E. - Edward e Wallis (W.E.), regia di Madonna (2011)
- Sherlock Holmes - Gioco di ombre (Sherlock Holmes: A Game of Shadows), regia di Guy Ritchie (2011)
- Bel Ami - Storia di un seduttore (Bel Ami), regia di Declan Donnellan e Nick Ormerod (2012)
- La furia dei titani (Wrath of the Titans), regia di Jonathan Liebesman (2012)
- Dark Shadows, regia di Tim Burton (2012)
- A Royal Weekend (Hyde Park on Hudson), regia di Roger Michell (2012)
- Grandi speranze (Great Expectations), regia di Mike Newell (2012)
- The Invisible Woman, regia di Ralph Fiennes (2013)
- La ragazza del dipinto (Belle), regia di Amma Asante (2013)
- Thor: The Dark World, regia di Alan Taylor (2013)
- 47 Ronin, regia di Carl Rinsch (2013)
- Vampire Academy, regia di Mark Waters (2014)
- Muppets 2 - Ricercati (Muppets Most Wanted), regia di James Bobin (2014)
- Maleficent, regia di Robert Stromberg (2014)
- Exodus - Dei e re (Exodus: Gods and Kings), regia di Ridley Scott (2014)
- Macbeth, regia di Justin Kurzel (2015)
- Suffragette, regia di Sarah Gavron (2015)
- Star Wars - Il risveglio della Forza (Star Wars: The Force Awakens), regia di J. J. Abrams (2015)
- Rogue One: A Star Wars Story, regia di Gareth Edwards (2016)
- La bella e la bestia (The Beauty and the Beast), regia di Bill Condon (2017)
- Solo: A Star Wars Story, regia di Ron Howard (2018)
- Lo schiaccianoci e i quattro regni (The Nutcracker and the Four Realms), regia di Lasse Hallström e Joe Johnston (2018)
- Maria regina di Scozia (Mary Queen of Scots), regia di Josie Rourke (2018)
- The Aeronauts, regia di Tom Harper (2019)
- Judy, regia di Rupert Goold (2019)
- Downton Abbey, regia di Michał Englert (2019)
- Star Wars - L'ascesa di Skywalker (Star Wars: The Rise of Skywalker), regia di J. J. Abrams (2019)
- The King's Man - Le origini (The King's Men), regia di Matthew Vaughn (2021)

### Televisione
- Testimoni silenziosi (Silent Witnesses) – serie TV, 8 episodi (2004)
- Cranford – serie TV, 5 episodi (2007)
- Poirot – serie TV, 2 episodi (2008)
- Miss Marple (Agatha Christie's Marple) – serie TV, 1 episodio (2008)
- Downton Abbey – serie TV, 3 episodi (2012)
- The Collection – serie TV, 8 episodi (2016)
- Bridgerton – serie TV, 8 episodi (2020)